# 데스포이나
데스포이나(Despoina)는 그리스 신화에 나오는 포세이돈과 데메테르 사이에서 태어난 딸이다. 데메테르는 딸 페르세포네가 하데스에게 유괴된 사실을 알고 나서 올림포스를 떠나 지상을 떠돌던 중 아르카디아 지방을 지날 때 추근거리는 동생 포세이돈을 피하려고 암말로 변신하여 말떼 사이에 섞였다. 그러나 말의 신이기도 한 포세이돈은 수말로 변신하여 데메테르와 관계를 맺었다. 이 때 임신한 데메테르는 아리온이라는 신마와 데스포이나를 낳았다고 한다. 페르세포네의 변형으로 여겨지기도 하는 데스포이나는 아르카디아의 피갈레이아에서 데메테르와 함께 암말의 머리를 한 여자의 모습으로 숭배되었다.

## 같이 보기
- 바바 야가
- 데메테르
- 페르세포네
- 포세이돈